# 삼은
여말삼은(麗末三隱) 또는 고려삼은(高麗三隱)은 고려의 세 충신을 말하며, 흔히 삼은이라 부른다. 목은(牧隱) 이색, 포은(圃隱) 정몽주, 야은(冶隱) 길재이며, 야은 대신 도은 이숭인을 넣기도 한다.